# ワンス

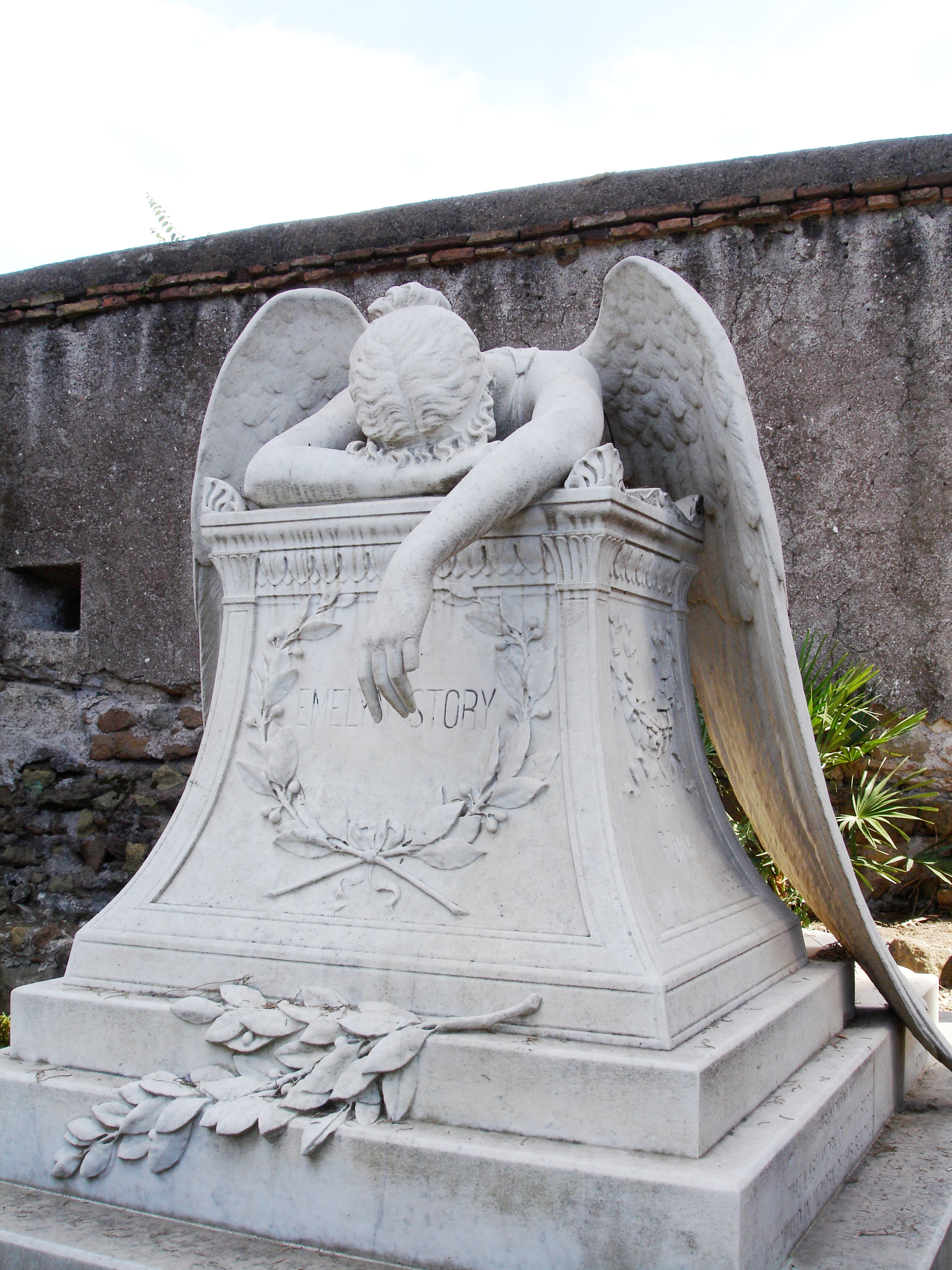
カバーになった天使の像

『ワンス』（Once）は、2004年6月7日にスパインファーム・レコードより発売されたナイトウィッシュのオリジナルアルバム5作目。日本盤はユニバーサルミュージックより同年7月21日に発売。CDを始めとして、LPレコードやDVD-Audio、その後もプラチナム・エディションなど、様々な形態、媒体で発売された。
初動セールスは、フィンランド、ドイツ、ノルウェー、ギリシャでチャート1位、そのうちドイツでは80,000枚を突破。その後フィンランドでトリプル・プラチナディスク、ドイツでプラチナディスク、世界各国でゴールドディスクやチャート1位（ビルボード・ユーロチャートも1位）、そして売り上げはミリオンセラーとなった。既に母国フィンランドではアイドル的存在であったが、先行シングル「ニモ」のヒットや1年半に及ぶ世界ツアーの成功もあって、この作品は大衆的な人気を得るきっかけになった。

## 収録曲
1. ダークチェスト・オブ・ワンダース - Dark Chest of Wonders
2. ウィッシュ・アイ・ハド・アン・エンジェル - Wish I Had an Angel
3. ニモ - Nemo
4. プラネット・ヘル - Planet Hell
5. クリーク・メリーズ・ブラッド - Creek Mary's Blood
6. ザ・サイレン - The Siren
7. デッド・ガーデンズ - Dead Gardens
8. ロマンティサイド - Romanticide
9. ゴースト・ラヴ・スコア - Ghost Love Score
10. クオレマ・テキー・タイテイヤン（デス・メイクス・アン・アーティスト） - Kuolema Tekee Taiteilijan
11. ハイアー・ザン・ホープ - Higher Than Hope
12. ホワイト・ナイト・ファンタジー - White Night Fantasy （日本盤、アメリカ盤ボーナス・トラック）
13. リヴ・トゥ・テル・ザ・テイル - Live to Tell the Tale （日本盤、アメリカ盤ボーナス・トラック）

## 主な参加ミュージシャン

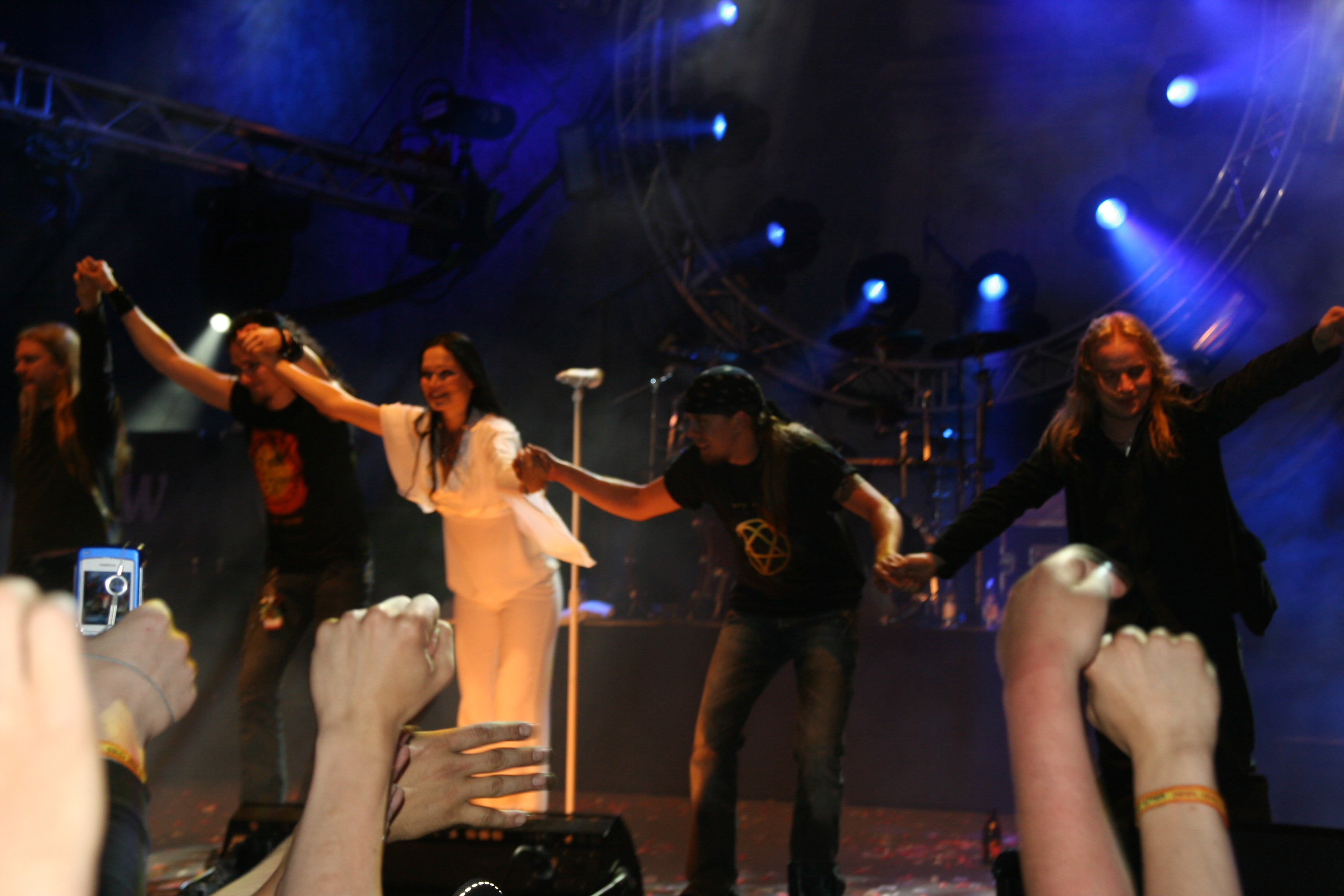
（左から）マルコ・ヒエタラ、ツォーマス・ホロパイネン、ターヤ・トゥルネン、ユッカ・ネヴァライネン、エンプ・ヴオリネン

- ターヤ・トゥルネン Tarja Turunen - ボーカル
- ツォーマス・ホロパイネン Tuomas Holopainen - キーボード
- エンプ・ヴオリネン Emppu Vuorinen - ギター
- ユッカ・ネヴァライネン Jukka Nevalainen - ドラム
- マルコ・ヒエタラ Marco Hietala - ベース、ボーカル

- ジョン・トゥー＝ホークス John Two-Hawks
- ロンドン・セッション・オーケストラ（ロンドン・フィルハーモニー管弦楽団、アカデミー室内管弦楽団）
- メトロ・ヴォイセズ